# Misumenops gibbosus
Misumenops gibbosus är en spindelart som först beskrevs av John Blackwall 1862.  Misumenops gibbosus ingår i släktet Misumenops och familjen krabbspindlar. Inga underarter finns listade i Catalogue of Life.